# 821
821 (DCCCXXI) je bilo navadno leto, ki se je po julijanskem koledarju začelo na torek.

## Dogodki
- 1. januar

## Smrti
- Borna, hrvaški knez